# Juniorvärldsmästerskapet i ishockey 1980
Juniorvärldsmästerskapet i ishockey 1980, JVM i ishockey 1980, var den fjärde upplagan av Juniorvärldsmästerskapet i ishockey som arrangerades av IIHF. 
Mästerskapet avgjordes i två divisioner som A- och B-JVM. Dessa divisioner spelades som två turneringarna:
A-JVM spelades i Helsingfors och Vanda, Finland, under perioden 27 december 1979 - 2 januari 1980.
B-JVM i Klagenfurt, Österrike, under perioden 3 - 12 mars 1980.
Totalt var sexton lag anmälda till spel. De åtta bästa lagen spelade A-JVM, de åtta näst bästa lagen spelade B-JVM.

## Grupp A
Turneringen vanns av Sovjetunionen, sin fjärde guldmedalj i rad, Finland tog silver och Sverige erövrade bronsmedaljerna.

### Slutresultat
| Juniorvärldsmästerskapet 1980 | Juniorvärldsmästerskapet 1980 |
| ----------------------------- | ----------------------------- |
| Guld                          | Sovjetunionen                 |
| Silver                        | Finland                       |
| Brons                         | Sverige                       |
| 4.                            | Tjeckoslovakien               |
| 5.                            | Kanada                        |
| 6.                            | Västtyskland                  |
| 7.                            | USA                           |
| 8.                            | Schweiz                       |
Schweiz flyttades ned till B-gruppen inför JVM 1981 och ersattes av Österrike som vann B-gruppen 1980.

### Spelform
De deltagande lagen delades upp i två divisioner med fyra lag i varje, där varje lag spelade tre matcher. De två lagen som slutade etta och två i respektive division avancerade fram till medaljomgången, medan trean och fyran placerades i nedflyttningsgruppen. I fortsättningsomgångarna tog lagen med sig resultat från kvalomgången. De lag som placerade sig som etta, tvåa och trea i medaljgruppen vann guld-, silver- och bronsmedaljer. 

### Kvalomgång

#### Division A
| Datum            | Match                          | Res.   | Periodres.  |
| ---------------- | ------------------------------ | ------ | ----------- |
| 27 december 1979 | USA - Tjeckoslovakien          | 3 - 7  | 1-1,1-0,1-5 |
| 27 december 1979 | Sverige - Västtyskland         | 5 - 1  | 1-0,2-1,2-0 |
| 28 december 1979 | Sverige - USA                  | 5 - 5  | 3-1,2-2,0-2 |
| 28 december 1979 | Tjeckoslovakien - Västtyskland | 13 - 4 | 5-1,5-1,3-2 |
| 30 december 1979 | Västtyskland - USA             | 5 - 2  | 3-0,0-2,2-0 |
| 30 december 1979 | Sverige - Tjeckoslovakien      | 10 - 4 | 3-1,4-0,3-3 |

| Div A           | Matcher | V | O | F | Mål   | Poäng |
| --------------- | ------- | - | - | - | ----- | ----- |
| Sverige         | 3       | 2 | 1 | 0 | 20-10 | 5     |
| Tjeckoslovakien | 3       | 2 | 0 | 1 | 24-17 | 4     |
| Västtyskland    | 3       | 1 | 0 | 2 | 10-20 | 2     |
| USA             | 3       | 0 | 1 | 2 | 10-17 | 1     |

#### Division B
| Datum            | Match                   | Res.   | Periodres.  |
| ---------------- | ----------------------- | ------ | ----------- |
| 27 december 1979 | Sovjetunionen - Kanada  | 8 - 5  | 3-1,1-3,3-1 |
| 27 december 1979 | Finland - Schweiz       | 19 - 1 | 6-0,5-0,7-1 |
| 28 december 1979 | Sovjetunionen - Schweiz | 6 - 0  | 1-0,3-0,2-0 |
| 28 december 1979 | Finland - Kanada        | 2 - 1  | 1-0,0-0,1-1 |
| 30 december 1979 | Finland - Sovjetunionen | 1 - 2  | 0-1,0-0,1-1 |
| 30 december 1979 | Kanada - Schweiz        | 9 - 5  | 4-1,2-2,3-2 |

| Div B         | Matcher | V | O | F | Mål   | Poäng |
| ------------- | ------- | - | - | - | ----- | ----- |
| Sovjetunionen | 3       | 3 | 0 | 0 | 16-6  | 6     |
| Finland       | 3       | 2 | 0 | 1 | 8-6   | 4     |
| Kanada        | 3       | 1 | 0 | 2 | 15-15 | 2     |
| Schweiz       | 3       | 0 | 0 | 3 | 6-34  | 0     |

### Finalomgång

#### Nedflyttning
| Datum            | Match                  | Res.  | Periodres.  |
| ---------------- | ---------------------- | ----- | ----------- |
| 30 december 1979 | Kanada - Schweiz       | 9 - 5 | 4-1,2-2,3-2 |
| 30 december 1979 | Västtyskland - USA     | 5 - 2 | 3-0,0-2,2-0 |
| 1 januari 1980   | Västtyskland - Schweiz | 4 - 2 | 2-1,1-0,1-1 |
| 1 januari 1980   | Kanada - USA           | 4 - 2 | 0-0,3-2,1-0 |
| 2 januari 1980   | Kanada - Västtyskland  | 6 - 1 | 1-0,4-0,1-1 |
| 2 januari 1980   | USA - Schweiz          | 9 - 5 | 1-1,4-2,4-2 |

| Nedflyttning | Matcher | V | O | F | Mål   | Poäng |
| ------------ | ------- | - | - | - | ----- | ----- |
| Kanada       | 3       | 3 | 0 | 0 | 19-8  | 6     |
| Västtyskland | 3       | 2 | 0 | 1 | 10-10 | 4     |
| USA          | 3       | 1 | 0 | 2 | 13-14 | 2     |
| Schweiz      | 3       | 0 | 0 | 3 | 12-22 | 0     |

#### Medaljpool
| Datum            | Match                           | Res.   | Periodres.  |
| ---------------- | ------------------------------- | ------ | ----------- |
| 30 december 1979 | Sverige - Tjeckoslovakien       | 10 - 4 | 3-1,4-0,3-3 |
| 30 december 1979 | Finland - Sovjetunionen         | 1 - 2  | 0-1,0-0,1-1 |
| 1 januari 1980   | Finland - Sverige               | 3 - 2  | 0-1,2-0,0-1 |
| 1 januari 1980   | Sovjetunionen - Tjeckoslovakien | 6 - 2  | 0-1,1-1,5-0 |
| 2 januari 1980   | Tjeckoslovakien - Finland       | 2 - 4  | 1-1,1-1,0-2 |
| 2 januari 1980   | Sverige - Sovjetunionen         | 1 - 2  | 1-0,0-2,0-0 |

| Pool A          | Matcher | V | O | F | Mål  | Poäng |
| --------------- | ------- | - | - | - | ---- | ----- |
| Sovjetunionen   | 3       | 3 | 0 | 0 | 10-4 | 6     |
| Finland         | 3       | 2 | 0 | 1 | 8-6  | 4     |
| Sverige         | 3       | 1 | 0 | 2 | 13-9 | 2     |
| Tjeckoslovakien | 3       | 0 | 0 | 3 | 8-20 | 0     |

### Skytteliga
| Spelare            | Land            | GP | G | A | Pts |
| ------------------ | --------------- | -- | - | - | --- |
| Vladimir Krutov    | Sovjetunionen   |    | 7 | 4 | 11  |
| Jari Kurri         | Finland         |    | 4 | 7 | 11  |
| Håkan Loob         | Sverige         |    | 7 | 2 | 9   |
| Jan Vodila         | Tjeckoslovakien |    | 6 | 2 | 8   |
| Kari Jalonen       | Finland         |    | 4 | 4 | 8   |
| Dusan Pasek        | Tjeckoslovakien |    | 6 | 1 | 7   |
| Reijo Ruotsalainen | Finland         |    | 4 | 3 | 7   |

### Utnämningar

#### All-star lag
- Målvakt:  Jari Paavola
- Backar:  Tomas Jonsson,  Reijo Ruotsalainen
- Forwards: Håkan Loob,  Igor Larionov,  Vladimir Krutov

#### IIHFval av bäste spelare
- Målvakt: Jari Paavola
- Back: Reijo Ruotsalainen
- Forward:  Vladimir Krutov

### Spelartrupper

#### Sverige
- Målvakter: Lars Eriksson, Peter Åslin.
- Backar: Tommy Samuelsson, Torbjörn Matsson, Tomas Jonsson, Anders Bäckström, Håkan Nordin, Lars Karlsson, Jan-Åke Danielsson.
- Forwards: Håkan Loob, Thomas Rundqvist, Thomas Steen, Peter Elander, Ove Olsson, Per Nilsson, Lars-Gunnar Pettersson, Björn Åkerblom, Patrik Sundström, Matti Pauna, Roland Nyman.

## Grupp B
Turneringen vanns av Österrike som flyttades upp i Grupp A inför kommande JVM.

### Slutresultat
| Juniorvärldsmästerskapet 1980 - Grupp B | Juniorvärldsmästerskapet 1980 - Grupp B |
| --------------------------------------- | --------------------------------------- |
| 1.                                      | Österrike                               |
| 2.                                      | Polen                                   |
| 3.                                      | Norge                                   |
| 4.                                      | Nederländerna                           |
| 5.                                      | Danmark                                 |
| 6.                                      | Italien                                 |
| 7.                                      | Frankrike                               |
| 8.                                      | Ungern                                  |

### Spelform
De åtta lagen delades upp i två pooler, A och B. I respektive pool spelade alla mot alla i en inledande omgång. Lagen som placerar sig som etta i respektive pool möts för att avgöra placering ett och två, lagen som kommer tvåa möts för placering tre och fyra, treorna möts för placering fem och sex och fyrorna, de som kom sist i respektive pool, gör upp om slutplaceringarna sju och åtta.

### Inledande omgång

#### Pool A
| Datum | Match               | Res.   | Periodres. |
| ----- | ------------------- | ------ | ---------- |
|       | Norge - Ungern      | 15 - 3 |            |
|       | Österrike - Danmark | 8 - 2  |            |
|       | Österrike - Norge   | 2 - 1  |            |
|       | Danmark - Ungern    | 10 - 3 |            |
|       | Norge - Danmark     | 6 - 2  |            |
|       | Ungern - Österrike  | 3 - 19 |            |

| Pool A    | Matcher | V | O | F | Mål   | Poäng |
| --------- | ------- | - | - | - | ----- | ----- |
| Österrike | 3       | 3 | 0 | 0 | 29-6  | 6     |
| Norge     | 3       | 2 | 0 | 1 | 21-7  | 4     |
| Danmark   | 3       | 1 | 0 | 2 | 14-17 | 2     |
| Ungern    | 3       | 0 | 0 | 3 | 9-44  | 0     |

#### Pool B
| Datum | Match                     | Res.   | Periodres. |
| ----- | ------------------------- | ------ | ---------- |
|       | Polen - Italien           | 10 - 1 |            |
|       | Frankrike - Nederländerna | 4 - 9  |            |
|       | Italien - Frankrike       | 8 - 2  |            |
|       | Nederländerna - Polen     | 3 - 5  |            |
|       | Polen - Frankrike         | 12 - 2 |            |
|       | Italien - Nederländerna   | 1 - 4  |            |

| Pool B        | Matcher | V | O | F | Mål   | Poäng |
| ------------- | ------- | - | - | - | ----- | ----- |
| Polen         | 3       | 3 | 0 | 0 | 27-9  | 6     |
| Nederländerna | 3       | 2 | 0 | 1 | 16-10 | 4     |
| Italien       | 3       | 1 | 0 | 2 | 10-16 | 2     |
| Frankrike     | 3       | 0 | 0 | 3 | 8-29  | 0     |

### Placeringsmatcher
| Datum              | Match                 | Res.   | Periodres. |
| ------------------ | --------------------- | ------ | ---------- |
| Match om 7:e plats |                       |        |            |
| 11 mars 1980       | Frankrike - Ungern    | 11 - 2 |            |
| Match om 5:e plats |                       |        |            |
| 11 mars 1980       | Danmark - Italien     | 4 - 2  |            |
| Match om 3:e plats |                       |        |            |
| 12 mars 1980       | Norge - Nederländerna | 6 - 3  |            |
| Match om 1:a plats |                       |        |            |
| 12 mars 1980       | Österrike - Polen     | 4 - 3  |            |